# Escapo

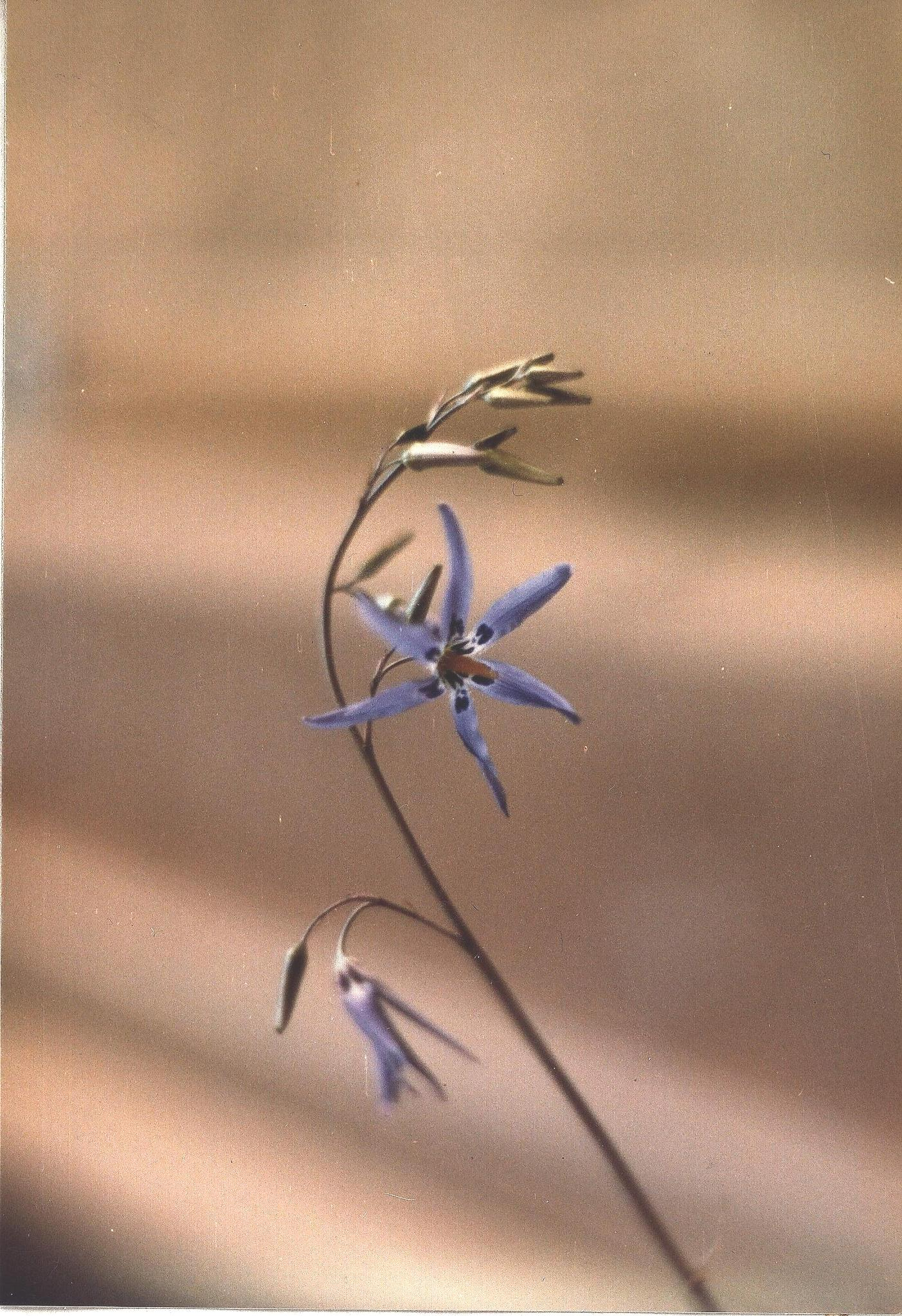
escapo floral.

En Botánica, (del lat. scapus, tallo de las plantas) el escapo floral es el tallo que está desprovisto de hojas y presenta las flores en el ápice. Los escapos son frecuentes en las Monocotiledóneas (Clase Liliopsida), en cuyo caso el escapo nace de un rizoma o bulbo. 
El término fue propuesto por Linneo  en su Philosophia botanica.
Las familias más representativas en cuanto a la formación del escapo floral son Amaryllidaceae, Balsaminaceae, Liliaceae, Papaveraceae, Droseraceae, Violaceae y Bromeliaceae.
En insectos, la palabra escapo se refiere al segmento basal de ciertas estructuras como la antena y el ovipositor.
- Datos: Q887261